# 瓜拉西亚巴
瓜拉西亚巴是巴西米纳斯吉拉斯州的一个市镇。总面积348.533平方公里，总人口10428人，人口密度29.9人/平方公里。